# Goeldia tizamina
Espèce
Synonymes
- Titanoeca tizamina Chamberlin & Ivie, 1938

Goeldia tizamina est une espèce d'araignées aranéomorphes de la famille des Titanoecidae.

## Distribution
Cette espèce est endémique du Yucatán au Mexique. Elle se rencontre dans la grotte Cueva Muruztún à Tizimín.

## Publication originale
- Chamberlin & Ivie, 1938 : Araneida from Yucatan. Carnegie Institution of Washington Publications, no 491, p. 123-136.